# Tamara Csipes
Tamara Csipes   (Budapest, Hongria, 24 d'agost de 1989) és una piragüista hongaresa que competeix en la modalitat d'aigües tranquil·les.
Csipes ha participat en 2 Olimpíades, guanyant 2 medalles d'or i 1 medalla de plata en total. A més, ha guanyat 12 medalles (9 d'or) en els Campionats del Món i 14 medalles (8 d'or) en els Campionats d'Europa.
El 2014, Csipes qui vivia a Austràlia, va sol·licitar la nacionalitat australiana i va estar a punt de competir per la selecció del país austral, tot i que finalment va haver de tornar a Hongria per la malaltia del seu pare i entrenador, el també medallista olímpic Ferenc Csipes.

## Trajectòria professional
| Jocs Olímpics      | Jocs Olímpics    | Jocs Olímpics | Jocs Olímpics |
| Any                | Seu              | Posició       | Categoria     |
| ------------------ | ---------------- | ------------- | ------------- |
| 2016               | Rio de Janeiro   | 1             | K-4 500m      |
| 2020               | Tòquio           | 2             | K-1 500m      |
| 2020               | Tòquio           | 4a posició    | K-2 500m      |
| 2020               | Tòquio           | 1             | K-4 500m      |
| Campionat del Món  |                  |               |               |
| 2010               | Poznan           | 1             | K-2 1000m     |
| 2010               | Poznan           | 1             | K-4 500m      |
| 2011               | Szeged           | 1             | K-1 1000m     |
| 2011               | Szeged           | 1             | K-1 5000m     |
| 2011               | Szeged           | 4a posició    | K-2 500m      |
| 2014               | Moscou           | 2             | K-1 1000m     |
| 2014               | Moscou           | 1             | K-2 500m      |
| 2018               | Montemor-o-Velho | 1             | K-2 1000m     |
| 2019               | Szeged           | 1             | K-1 1000m     |
| 2019               | Szeged           | 1             | K-4 500m      |
| 2021               | Copenhaguen      | 2             | K-1 500m      |
| 2021               | Copenhaguen      | 1             | K-2 500m      |
| 2021               | Copenhaguen      | 2             | K-4 500m      |
| Campionat d'Europa |                  |               |               |
| 2009               | Brandenburg      | 2             | K-2 1000m     |
| 2009               | Brandenburg      | 2             | K-4 500m      |
| 2010               | Tresona          | 2             | K-1 5000m     |
| 2010               | Tresona          | 1             | K-2 1000m     |
| 2010               | Tresona          | 2             | K-4 500m      |
| 2011               | Belgrad          | 4a posició    | K-1 5000m     |
| 2011               | Belgrad          | 1             | K-2 500m      |
| 2011               | Belgrad          | 1             | K-2 1000m     |
| 2014               | Brandenburg      | 1             | K-1 1000m     |
| 2014               | Brandenburg      | 1             | K-2 500m      |
| 2016               | Moscou           | 1             | K-4 500m      |
| 2018               | Belgrad          | 2             | K-2 500m      |
| 2018               | Belgrad          | 3             | K-2 1000m     |
| 2021               | Poznan           | 1             | K-2 1000m     |
| 2021               | Poznan           | 1             | K-4 500m      |